# 1900–1901-es angol labdarúgókupa
Az 1900–1901-es angol labdarúgókupa a világ legrégebbi labdarúgóversenyének, az FA-kupának a 30. szezonja. A kupát a Tottenham Hotspur nyerte a Southern League-ből, akik a Sheffield Unitedet győzték le 3–1-re a döntő visszavágójában, miután az első mérkőzés 2–2-es döntetlennel végződött. Ez volt az első és egyetlen eset a The Football League megalapítása, 1888 óta, hogy egy ligán kívüli csapat nyerte meg a kupát.
A mérkőzéseket mindig az elsőként megnevezett csapat stadionjában játszották a szombati időpontokban. Ha az állás 90 perc után döntetlen volt, visszavágót kellett játszaniuk a csapatoknak a második klub stadionjában. Ha az a mérkőzés is döntetlenre végződött, újabb visszavágót tartottak, de már semleges helyszínen.

## A verseny programja
Az FA-kupa szezonja egy előválogató kört, öt selejtezőkört, egy köztes kört, három 'rendes' kört, elődöntőt és döntőt tartalmazott.
| Round                 | Date                 |
| --------------------- | -------------------- |
| Válogatókör           | 1900. szeptember 22. |
| Első selejtezőkör     | 1900. október 6.     |
| Második selejtezőkör  | 1900. október 20.    |
| Harmadik selejtezőkör | 1900. november 3.    |
| Negyedik selejtezőkör | 1900. november 17.   |
| Ötödik selejtezőkör   | 1900. december 8.    |
| Köztes kör            | 1901. január 5.      |
| Első kör              | 1901. február 9.     |
| Második kör           | 1901. február 23.    |
| Harmadik kör          | 1901. március 23.    |
| Elődöntő              | 1901. április 6.     |
| Döntő                 | 1901. április 20.    |

## Köztes kör
A köztes körben tíz mérkőzést játszott az ötödik selejtezőkör 10 győztese és a 10 újonnan érkező csapat. A First Division-ből a Liverpool és a Stoke, valamint a Burslem Port Vale, a Glossop, a Grimsby Town, a Newton Heath, a New Brighton Tower és a Woolwich Arsenal a Second Division-ből automatikusan csatlakozott ebben a körben ugyanúgy, mint a ligán kívüli Portsmouth és a Bristol City.
A többi másodosztályú csapat a selejtezőkör után léphetett ebbe a körbe. A Barnsley, a Blackpool, a Burton Swifts, a Chesterfield, a Gainsborough Trinity, a Lincoln City, a Middlesbrough, a Stockport County FC és a Walsall a harmadik selejtezőkörben indult a kiírásban. Közülük csak a Chesterfield, a Middlesbrough és a Walsall jutott be a köztes körbe. Hozzájuk hét másik ligán kívüli csapat csatlakozott.
A tíz mérkőzést 1901. január 5-én tartották. Ezek közül egyet ismételtek meg, amit a következő héten játszottak le. Ez a mérkőzés is döntetlennel végződött, így a következő visszavágót egy újabb héten tartották egy semleges helyszínen, a Swindon Town stadionjában, a County Ground-on.
| #          | Hazai csapat      | Eredmény | Vendég csapat      | Dátum            |
| ---------- | ----------------- | -------- | ------------------ | ---------------- |
| 1          | Chesterfield      | 3–0      | Walsall            | 1901. január 5.  |
| 2          | Darwen            | 0–2      | Woolwich Arsenal   | 1901. január 5.  |
| 3          | Kettering         | 1–0      | Crewe Alexandra    | 1901. január 5.  |
| 4          | Stoke             | 1–0      | Glossop            | 1901. január 5.  |
| 5          | Reading           | 1–1      | Bristol City       | 1901. január 5.  |
| visszavágó | Bristol City      | 0–0      | Reading            | 1901. január 9.  |
| visszavágó | Reading           | 2–1      | Bristol City       | 1901. január 14. |
| 6          | Grimsby Town      | 0–1      | Middlesbrough      | 1901. január 5.  |
| 7          | Burslem Port Vale | 1–3      | New Brighton Tower | 1901. január 5.  |
| 8          | Luton Town        | 1–2      | Bristol Rovers     | 1901. január 5.  |
| 9          | Newton Heath      | 3–0      | Portsmouth         | 1901. január 5.  |
| 10         | West Ham United   | 0–1      | Liverpool          | 1901. január 5.  |

## Első kör
Az első körben 32 csapat játszott 16 mérkőzést. A First Division 16 csapata, a Small Heath, a Burnley és a Leicester Fosse a Second Divisionból, és a ligán kívüli Southampton, Millwall Athletic és Tottenham Hotspur csatlakozott a köztes kör 10 győztes csapatához.
A mérkőzéseket 1901. február 9-én, szombaton játszották.  Négy mérkőzésen született döntetlent, a visszavágókat a következő héten tartották.
| #          | Hazai csapat            | Eredmény | Vendég csapat      | Dátum             |
| ---------- | ----------------------- | -------- | ------------------ | ----------------- |
| 1          | Kettering               | 1–1      | Chesterfield       | 1901. február 9.  |
| visszavágó | Chesterfield            | 1–2      | Kettering          | 1901. február 13. |
| 2          | Southampton             | 1–3      | Everton            | 1901. február 9.  |
| 3          | Stoke                   | 1–1      | Small Heath        | 1901. február 9.  |
| visszavágó | Small Heath             | 2–1      | Stoke              | 1901. február 13. |
| 4          | Reading                 | 2–0      | Bristol Rovers     | 1901. február 9.  |
| 5          | Notts County            | 2–0      | Liverpool          | 1901. február 9.  |
| 6          | Nottingham Forest       | 5–1      | Leicester Fosse    | 1901. február 9.  |
| 7          | Aston Villa             | 5–0      | Millwall Athletic  | 1901. február 9.  |
| 8          | Sheffield Wednesday     | 0–1      | Bury               | 1901. február 9.  |
| 9          | Bolton Wanderers        | 1–0      | Derby County       | 1901. február 9.  |
| 10         | Wolverhampton Wanderers | 5–1      | New Brighton Tower | 1901. február 9.  |
| 11         | Middlesbrough           | 3–1      | Newcastle United   | 1901. február 9.  |
| 12         | West Bromwich Albion    | 1–0      | Manchester City    | 1901. február 9.  |
| 13         | Sunderland              | 1–2      | Sheffield United   | 1901. február 9.  |
| 14         | Newton Heath            | 0–0      | Burnley            | 1901. február 9.  |
| visszavágó | Burnley                 | 7–1      | Newton Heath       | 1901. február 13. |
| 15         | Woolwich Arsenal        | 2–0      | Blackburn Rovers   | 1901. február 9.  |
| 16         | Tottenham Hotspur       | 1–1      | Preston North End  | 1901. február 9.  |
| visszavágó | Preston North End       | 2–4      | Tottenham Hotspur  | 1901. február 13. |

## Második kör
A nyolc mérkőzést 1901. február 23-án, szombaton tartották. Egy visszavágó volt, az Aston Villa és a Nottingham Forest ismételte meg a mérkőzést négy nappal később.
| #          | Hazai csapat      | Eredmény | Vendég csapat           | Dátum             |
| ---------- | ----------------- | -------- | ----------------------- | ----------------- |
| 1          | Notts County      | 2–3      | Wolverhampton Wanderers | 1901. február 23. |
| 2          | Aston Villa       | 0–0      | Nottingham Forest       | 1901. február 23. |
| visszavágó | Nottingham Forest | 1–3      | Aston Villa             | 1901. február 27. |
| 3          | Bolton Wanderers  | 0–1      | Reading                 | 1901. február 23. |
| 4          | Middlesbrough     | 5–0      | Kettering               | 1901. február 23. |
| 5          | Small Heath       | 1–0      | Burnley                 | 1901. február 23. |
| 6          | Sheffield United  | 2–0      | Everton                 | 1901. február 23. |
| 7          | Woolwich Arsenal  | 0–1      | West Bromwich Albion    | 1901. február 23. |
| 8          | Tottenham Hotspur | 2–1      | Bury                    | 1901. február 23. |

## Harmadik kör
A négy mérkőzést 1901. március 23-án tartották. Két visszavágót is rendeztek, amelyeket a következő héten játszottak le.
| #          | Hazai csapat            | Eredmény | Vendég csapat        | Dátum             |
| ---------- | ----------------------- | -------- | -------------------- | ----------------- |
| 1          | Reading                 | 1–1      | Tottenham Hotspur    | 1901. március 23. |
| visszavágó | Tottenham Hotspur       | 3–0      | Reading              | 1901. március 27. |
| 2          | Wolverhampton Wanderers | 0–4      | Sheffield United     | 1901. március 23. |
| 3          | Middlesbrough           | 0–1      | West Bromwich Albion | 1901. március 23. |
| 4          | Small Heath             | 0–0      | Aston Villa          | 1901. március 23. |
| visszavágó | Aston Villa             | 1–0      | Small Heath          | 1901. március 27. |

## Elődöntő
Az elődöntő mérkőzéseinek lebonyolítását 1901. április 6-ára (szombat) tervezték, de csak a Sheffield United–Aston Villa találkozót tartották meg ezen a napon. A két csapat döntetlent játszott egymással, így a mérkőzést 5 nappal később megismételték, amit már a Sheffield nyert 3–0-ra. A másik mérkőzést április 8-ára, hétfőre halasztották, amit a Tottenham Hotspur 4–0-ra nyert a West Bromwich Albion ellen.
| 1901. április 6. 15:00 | Sheffield United | 2 – 2 | Aston Villa | City Ground, Nottingham |
| 1901. április 6. 15:00 |                  |       |             | City Ground, Nottingham |

Visszavágó
| 1901. április 11. 15:00 | Sheffield United | 3 – 0 | Aston Villa | Baseball Ground, Derby |
| 1901. április 11. 15:00 |                  |       |             | Baseball Ground, Derby |

| 1901. április 8. 15:00 | Tottenham Hotspur | 4 – 0 | West Bromwich Albion | Villa Park, Birmingham |
| 1901. április 8. 15:00 |                   |       |                      | Villa Park, Birmingham |

## Döntő

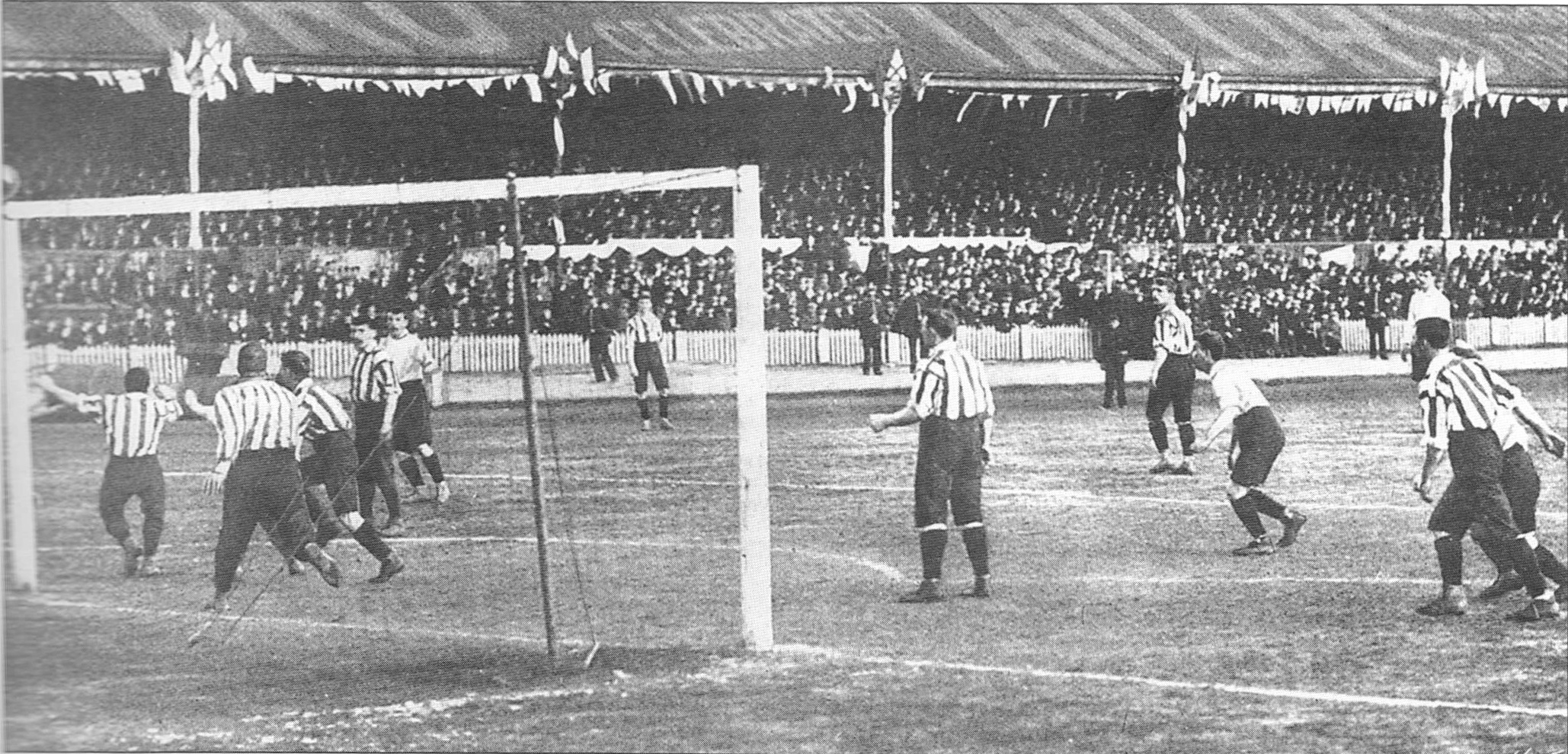
A Tottenham gólt szerez a visszavágón

A döntőt 1901. április 20-án, szombaton rendezték a Crystal Palace-ban. Több, mint 110 000 szurkoló érkezett a mérkőzésre. Fred Priest szerezte az első gólt a Sheffield United számára 20 perc után. Röviddel ezután Sandy Brown fejelte be az egyenlítő gólt, így a félidőben 1–1 volt az állás. A Spurs a második félidőben hamar megszerezte a vezetést Brown révén, de a Sheffield egy perccel később egyenlített Walter Bennett fejesgóljával.
A visszavágón a Spurs lett az első és egyetlen ligán kívüli csapat, aki megnyerte az FA-kupát, miután 3–1 győzték le a Sheffield Unitedet 20 470 néző előtt a Burnden Parkban, Boltonban. John Cameron szerezte az első gólt a Tottenham-nek, majd Sandy Brown is betalált, így ő lett az első játékos, aki minden körben gólt tudott szerezni.

### Részletek
| 1901. április 20. 15:00 GMT | Tottenham Hotspur | 2 – 2 | Sheffield United       | Crystal Palace, London Nézőszám: 114 815 Játékvezető: A. Kingscott |
| 1901. április 20. 15:00 GMT | Brown 23' 51'     | [ 4 ] | Priest 10' Bennett 52' | Crystal Palace, London Nézőszám: 114 815 Játékvezető: A. Kingscott |

| Tottenham Hotspur | Sheffield United |

### Visszavágó
| 1901. április 27. 15:00 GMT | Tottenham Hotspur               | 3 – 1 | Sheffield United | Burnden Park, Bolton Nézőszám: 20 470 Játékvezető: A. Kingscott |
| 1901. április 27. 15:00 GMT | Cameron 52' Smith 76' Brown 87' | [ 4 ] | Priest 40'       | Burnden Park, Bolton Nézőszám: 20 470 Játékvezető: A. Kingscott |